# Scenarioschrijver

Een pagina uit een scenario

Een scenarioschrijver, soms aangeduid als scenarist, is iemand die scenario's schrijft. De term wordt gebruikt voor schrijvers van films, televisieseries en stripverhalen. Iemand die toneelstukken schrijft wordt een toneelschrijver genoemd; de schrijver van teksten voor opera's en musicals heet een librettist.

## Geschiedenis
Veel filmregisseurs schrijven hun scenario's zelf. Omgekeerd zijn veel scenarioschrijvers in de eerste plaats actief in andere genres. Zo was de romanschrijver Dirk Ayelt Kooiman scenarist van diverse films van Orlow Seunke. Een enkele keer komt het voor dat een schrijver zijn eigen roman voor film bewerkt. Een scenario vergt echter veel specifieke kennis van het medium film en een nauwe samenwerking met producent en regisseur.
De professionalisering van het vak van scenarioschrijver begon in de Verenigde Staten met specifieke opleidingen en vakgerichte leerboeken. Een bekende handleiding, die ook in het Nederlands is vertaald, is Hoe schrijf ik een scenario? van Syd Field. Dit boek behandelt verteltechnieken als personages, plot, perspectief naast filmtechnische onderwerpen als sequentie en plotpoint (ook: "wendingspunt" genoemd). Veel nadruk ligt op research voorafgaand aan het schrijven; in de Nederlandstalige praktijk wordt een dergelijke planmatige opzet vaak te gekunsteld gevonden, hoewel hier natuurlijk ook research wordt gepleegd voor een verhaal. In België geeft de Vlaamse Script Academie met prof. Patrick Cattrysse workshops die het Amerikaanse model volgen. Cattrysse schreef ook het Handboek Scenarioschrijven dat een introductie biedt voor het vak van scenarist.
Voor stripverhalen werken veelal een tekenaar en een scenarist samen; René Goscinny werkte bijvoorbeeld samen met Albert Uderzo en Morris.

### Kunstmatige intelligentie
Scenaristen kunnen in de toekomst meer en meer te maken krijgen met kunstmatige intelligentie (KI), waarmee hun werk verlicht of zelfs vervangen wordt. In mei 2023 voerden scenarioschrijvers van de Writers Guild of America actie tegen onder meer de bedreiging van hun jobs door KI. Het is echter onwaarschijnlijk dat creatieve scenario's met humor, dubbele bodems, een ingenieus plot, verschillende verhaallijnen, wisselend vertelperspectief en psychologische diepgang kan worden geëvenaard.

## Bekende scenaristen
- Woody Allen (Annie Hall)
- Alan Ball (American Beauty)
- Rakhshan Bani-Etemad (Rusari-ye Abi; The Blue-Veiled - blauw gesluierd)
- Ron Bass (Rain Man)
- Mel Brooks (Blazing Saddles)
- James Cameron (Titanic)
- Joel en Ethan Coen (No Country for Old Men)
- Ted Elliott en Terry Rossio (Pirates of the Caribbean: Dead Man's Chest)
- Francis Ford Coppola (The Godfather)
- Julius en Philip Epstein (Casablanca)
- William Goldman (Butch Cassidy and the Sundance Kid)
- Akiva Goldsman (A Beautiful Mind)
- René Goscinny (Asterix en Lucky Luke)
- John Michael Hayes (Rear Window)
- Ben Hecht (Strangers on a Train)
- John Huston (The Maltese Falcon)
- Charlie Kaufmann (Eternal Sunshine of the Spotless Mind)
- David Koepp (Jurassic Park)
- Stanley Kubrick (2001: A Space Odyssey)
- Ernest Lehman (North by Northwest)
- Melissa Mathison (E.T. the Extra-Terrestrial en Kundun)
- William Monahan (The Departed)
- Alan Moore (Watchmen)
- Mehrdad Oskouei (Neus, Iraanse stijl)
- Eric Roth (Forrest Gump)
- Aaron Sorkin (The Social Network)
- Lita Stantic (Cordero de Dios)
- Elia Suleiman (Divine Intervention)
- Walter Tournier (Los escondites del sol)
- Orson Welles (Citizen Kane)
- Billy Wilder (Sunset Boulevard)
- Steven Zaillian (Schindler's List)
- Luc Besson (Taken (filmserie), The Fifth Element, Nikita (film))

### Nederland
- Maria Peters (Kruimeltje en Pietje Bell)
- Maria Goos (Pleidooi en Oud Geld en Familie)
- Marco Mathew Monster (The Tough Shotgun Girl en Revenge of the Savior)
- Wim Meuldijk (Pipo de Clown)
- Mieke de Jong (Lepel en Knetter, en samen met Martin Koolhoven en Paul Jan Nelissen co-scenarist van Oorlogswinter)
- Simone Kome-van Breugel (Meiden van De Wit, Flikken Maastricht en Dokter Deen)
- Robert Alberdingk Thijm (De Daltons, Dunya & Desie en A'dam - E.V.A.)
- Frank Houtappels ('t Schaep met de 5 pooten en 't Vrije Schaep)
- Simon de Waal (Baantjer en Lek)
- Tamara Bos (Minoes en Het paard van Sinterklaas)
- Hans Galesloot (Koppels)
- Aad van Toor (Bassie en Adriaan)
- John Henri uit den Bogaard (Swiebertje en Pommetje Horlepiep)
- Don Duyns (Lang en gelukkig en Hertenkamp)
- Mischa Alexander (All Stars)
- Wijo Koek (Vet Hard)
- Kim van Kooten (Alles is Liefde)
- Marieke van der Pol (De Tweeling)
- Joost Schrickx (Finals)
- Gerard Soeteman (Soldaat van Oranje)
- Barbara Jurgens (Amazones)
- Eddy Terstall (Simon)
- Jan Harm Dekker (Flikken Maastricht, De overloper)
- Gustaaf Peek (Gluckauf)
- Annelouise van Naerssen (Verboon) (Verliefd op Ibiza, Onze Jongens, 100% Coco)
- Paul Jan Nelissen (De Joodse Raad, Oorlogswinter, Van God Los)

### Vlaanderen
- Ward Hulselmans (Witse, Heterdaad, F.C. De Kampioenen)
- Bas Adriaensen (Witse, Sedes & Belli, Vermist (film), Vermist (serie))
- Pieter De Graeve (Witse, Vermist (serie))
- Bart Cooreman (F.C. De Kampioenen)
- Pierre De Clercq (Flikken)
- Rik D'hiet (Flikken, Recht op Recht, De Ridder)
- Bart De Pauw (Loft)
- Jan Matterne (De Collega's)
- Jean-Claude van Rijckeghem (Aanrijding in Moscou)
- Nico De Braeckeleer (Studio 100)
- Geert Bouckaert (Danni Lowinski, Coppers, Tegen de Sterren op)
- Siska Leemans (Zie mij graag, televisieserie)
- Yvan Vanden Berghe, stoeten.